# آگوتی (رنگ‌آمیزی)

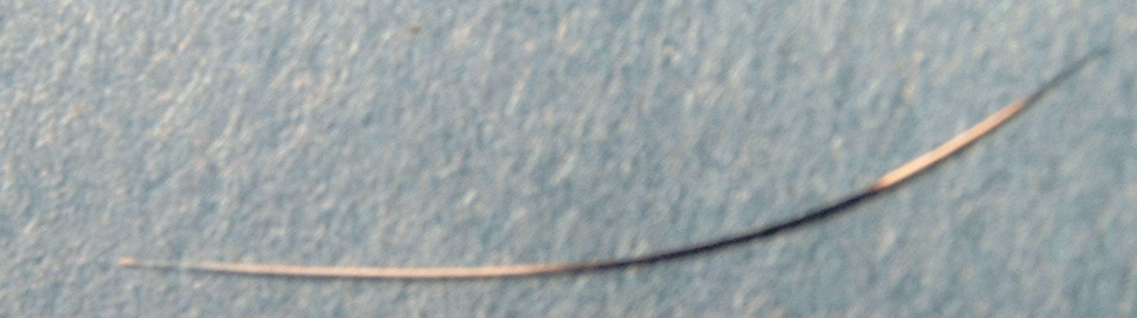
موی گربهای که رنگ آگوتی را نشان می‌دهد

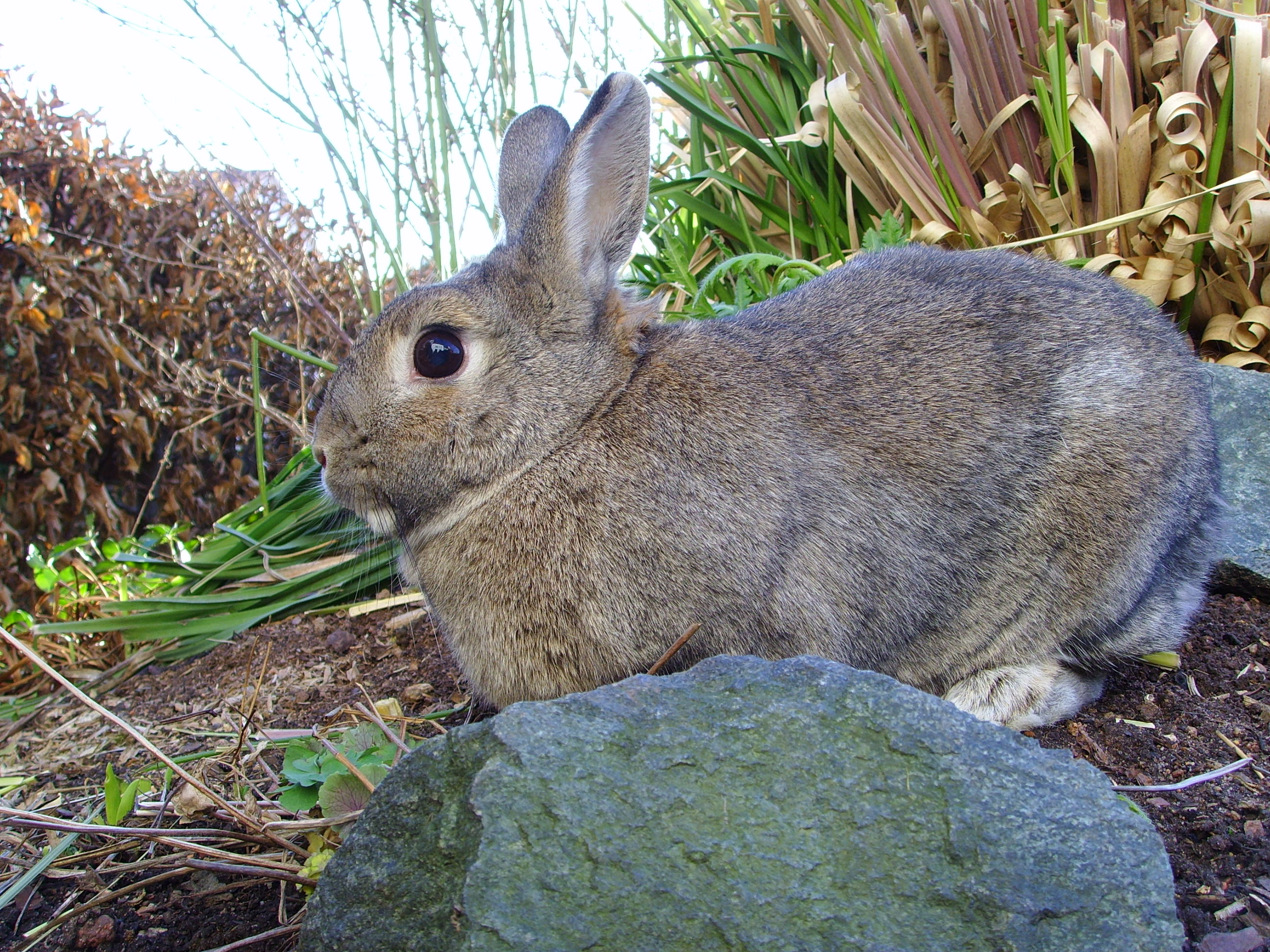
خرگوش اهلی با رنگ آگوتی

آگوتی نوعی رنگ خز است که در آن هر مو دو یا چند نوار رنگدانه را نشان می‌دهد. نمای کلی خز آگوتی معمولاً خاکستری یا قهوه‌ای مات است، اگرچه رنگ زرد مات نیز ممکن است.
خز آگوتی نوعی رنگدانه وحشی برای بسیاری از پستانداران اهلی است. این یک ویژگی بسیار شناخته‌شده برای چندین جانور، از جمله بسیاری از سگ‌های سگ وحشی، گربه‌سانان وحشی، خرگوش‌های وحشی، و جوندگان وحشی مانند آگوتی همنام است.
در سگ‌ها چهار آلل در جایگاه آگوتی با سلسله‌مراتب چیرگی (اپیستازی) وجود دارد: Ay, aw, at, a.